# Lepechiniella transalaica
Lepechiniella transalaica är en strävbladig växtart som beskrevs av Mikhail Grigoríevič Popov. Lepechiniella transalaica ingår i släktet Lepechiniella och familjen strävbladiga växter. Inga underarter finns listade i Catalogue of Life.